# Riu Cadagua
El Cadagua (etimologia: cap d'aigua), és un riu de les províncies espanyoles de Burgos i Biscaia. També fou anomenat Salcedo o Salcedón.
Neix a la Sierra Magdalena (Peña Mayor) baixant cap a la Vall de Mena (Burgos). Rega les Encartaciones (Biscaia), travessant Valmaseda, Zalla, Güeñes i Alonsótegui i desemboca a la Ria de Bilbao (que és la unió dels rius Ibaizábal i Nervión) a la frontera entre Bilbao (barri de Castrejana i Zorrotza) i Barakaldo (barris de Zubileta, Burceña i Luchana).

## Afluents
Els afluents més importants són el pantà i, més endavant, riu d'Ordunte a la Vall de Mena i el riu Herrerías a Gordejuela.
encara que també rep aigües d'altres rius i rierols que brollen en el turons del voltant de la denominada "Valle del Cadagua" com són l'Arceniega, el Llanteno-Ibalzíbar, riu Archola, rierol Ocharán, rierol Ganecogorta, rierol Nocedal, rierol Azordoyaga.